# Valley County, Montana
Valley County är ett administrativt område i delstaten Montana, USA, med 7 369 invånare. Den administrativa huvudorten (county seat) är Glasgow. 

## Geografi
Enligt United States Census Bureau har countyt en total area på 13 111 km². 12 746 km² av den arean är land och 365 km² är vatten. 

### Angränsande countyn
- Phillips County, Montana - väst
- Garfield County, Montana - syd
- McCone County, Montana - syd
- Roosevelt County, Montana - öst
- Daniels County, Montana - öst
- gränsar mot Kanada i norr